# Mamífero acuático

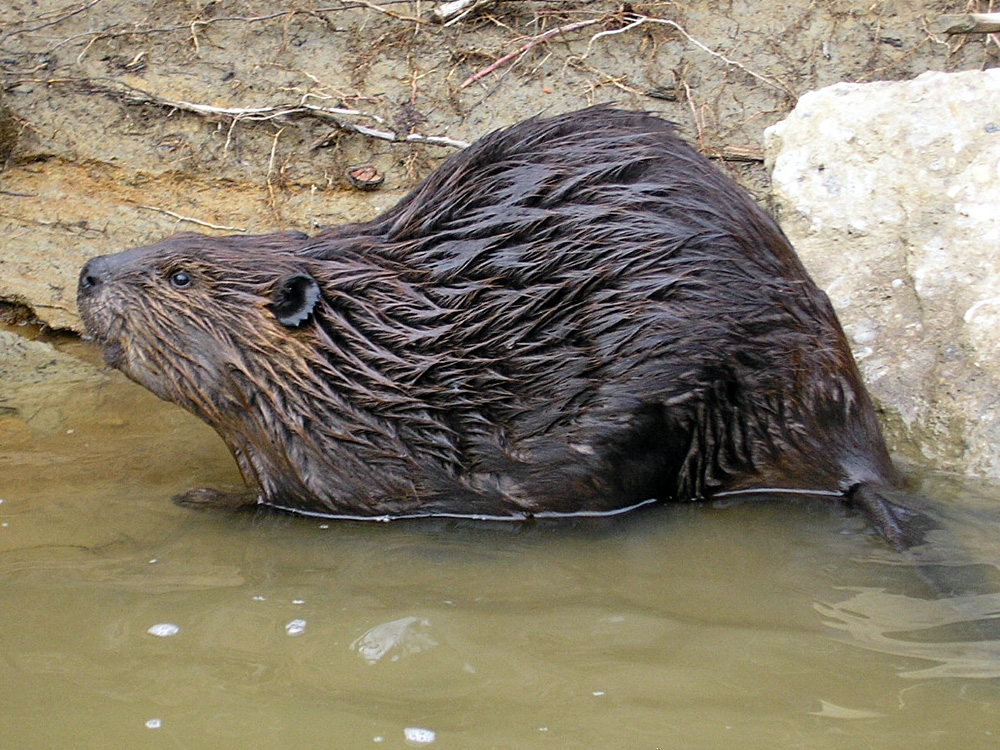
Un castor americano (Castor canadensis).

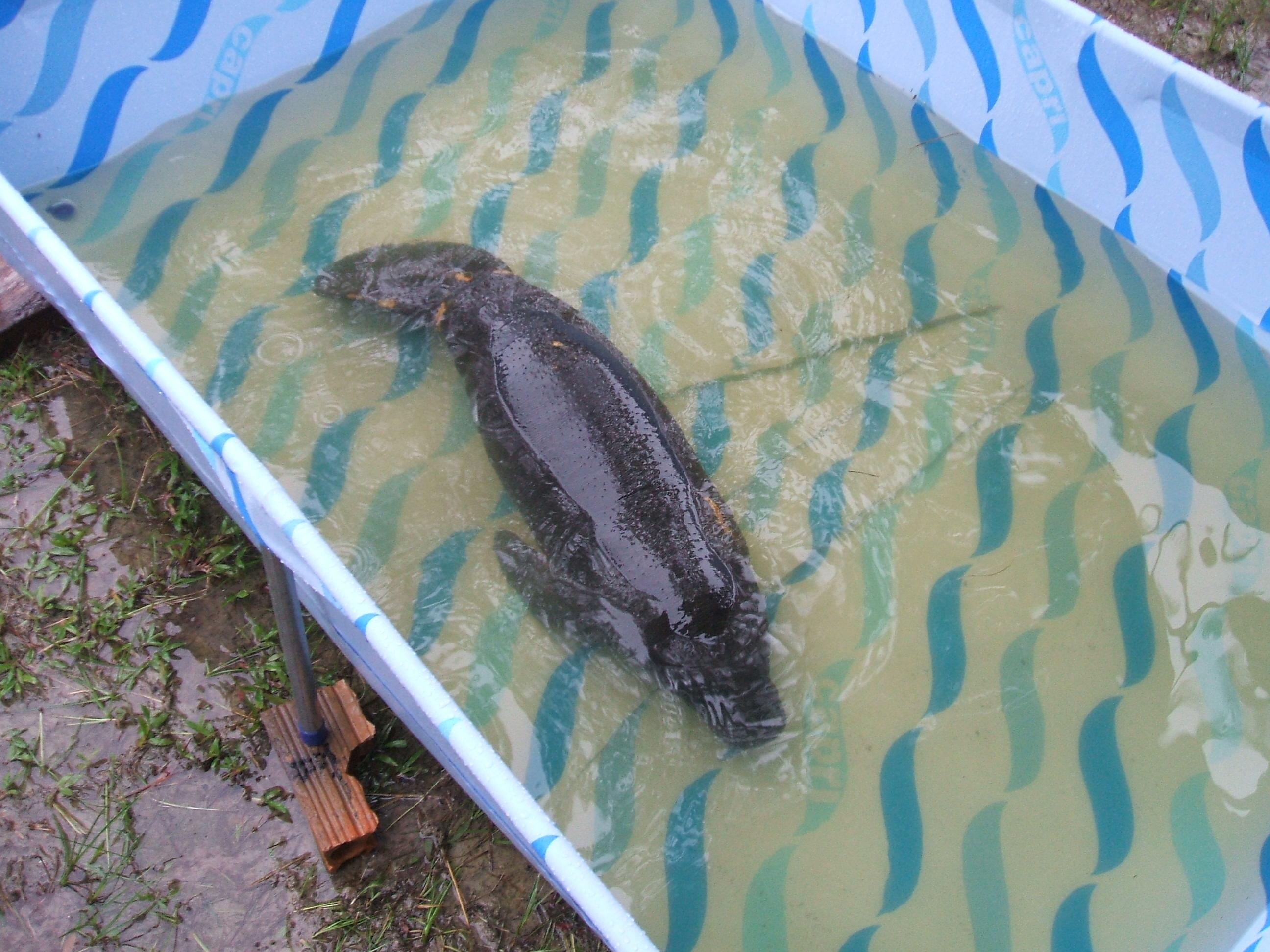
Una cría de manatí del Amazonas (Trichechus inunguis).

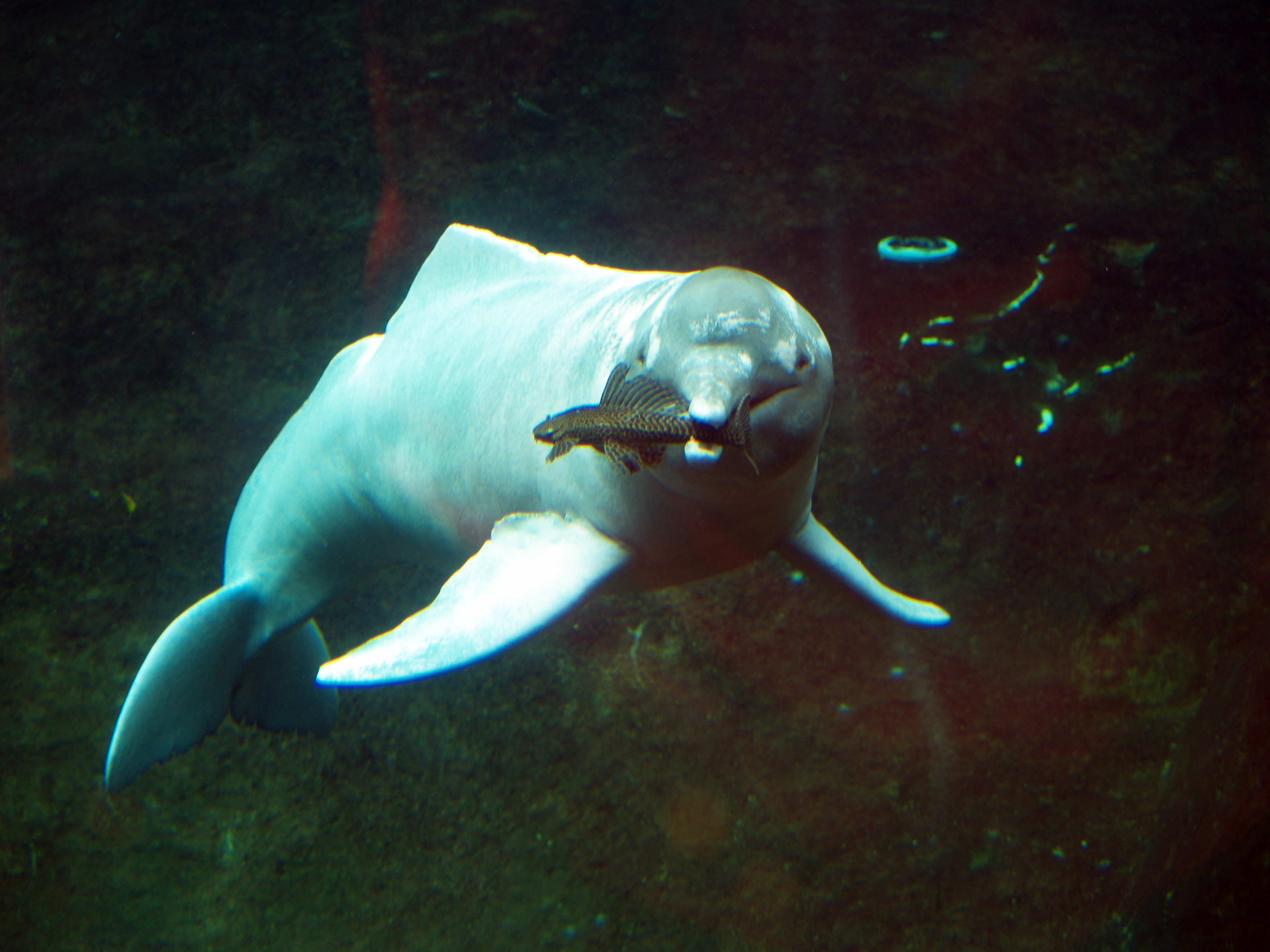
Delfín del Amazonas (Inia geoffrensis) en el zoológico de Duisburg.

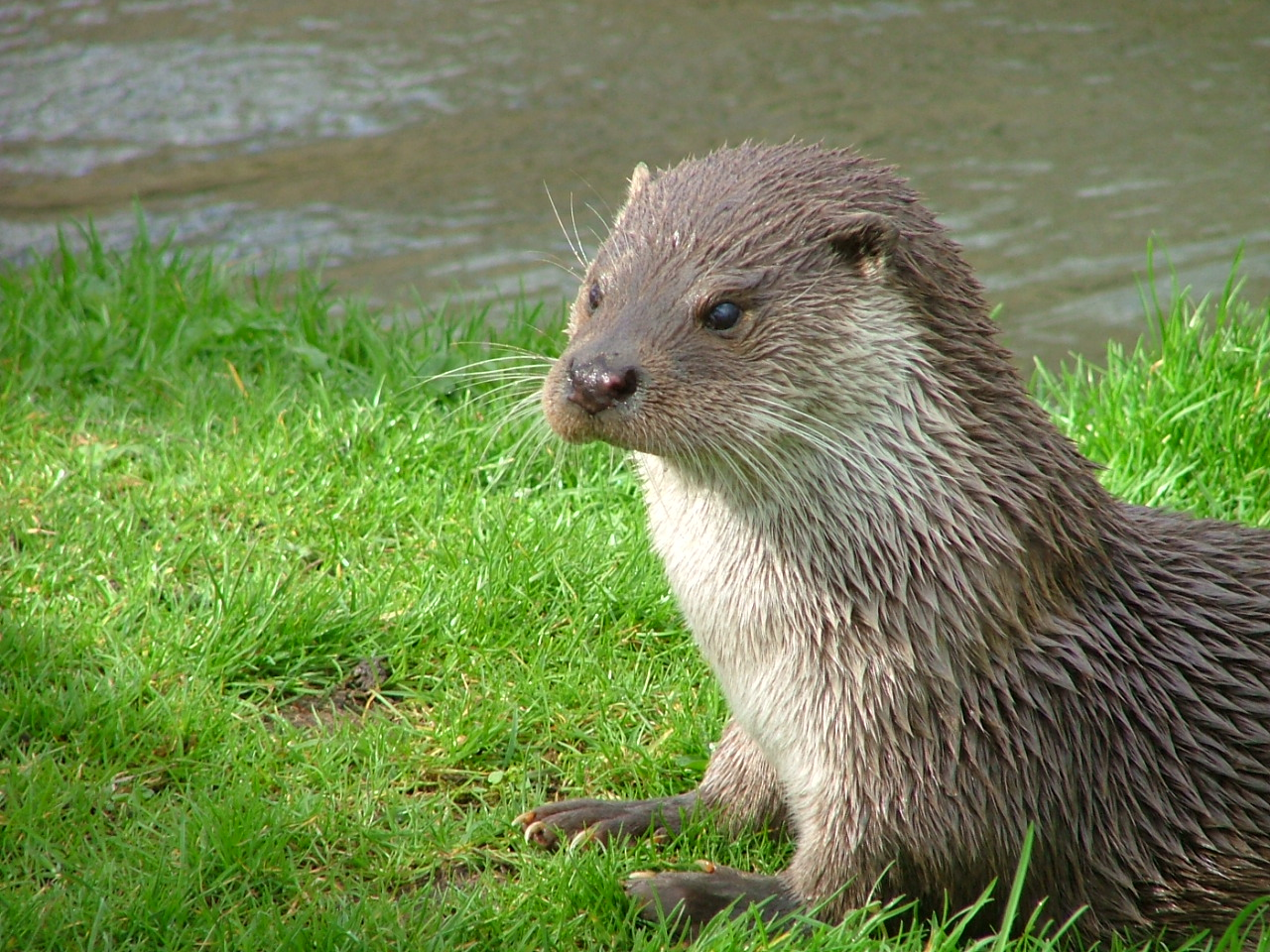
Nutria europea (Lutra lutra) en Southwold, Suffolk, Inglaterra.

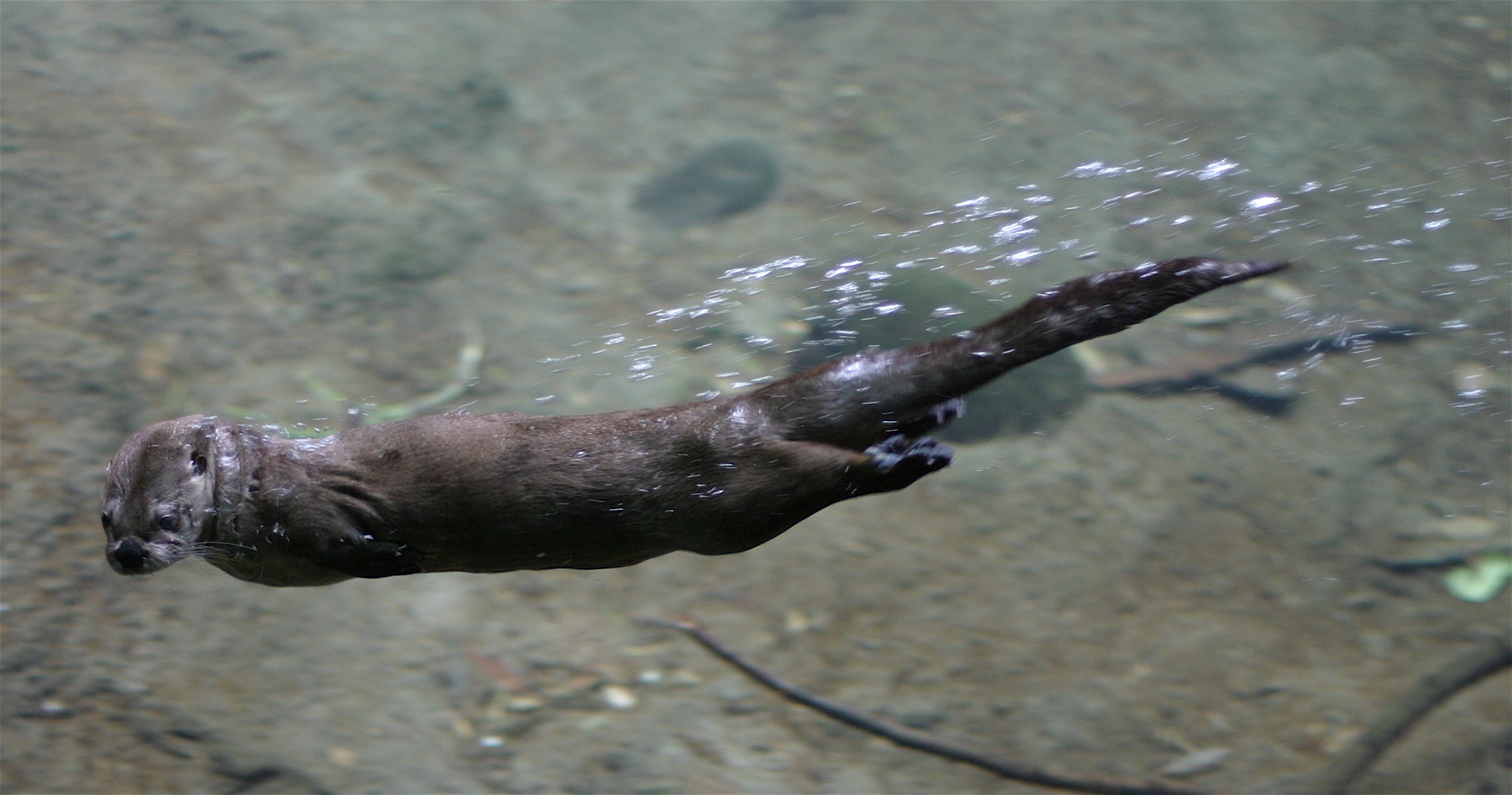
Una nutria de Canadá (Lontra canadensis) en el zoológico de Oregón.

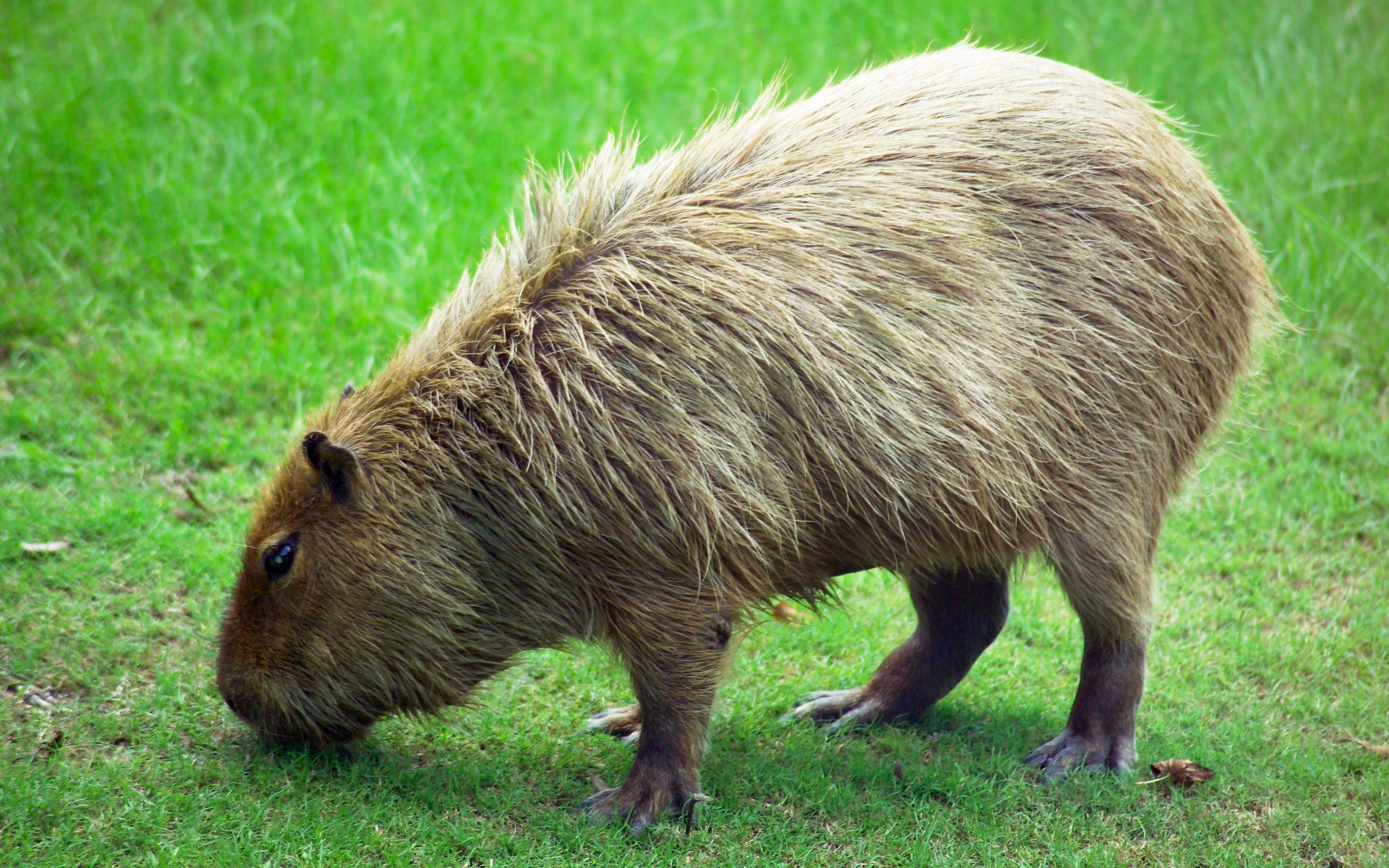
Capibara (Hydrochoerus hydrochaeris)

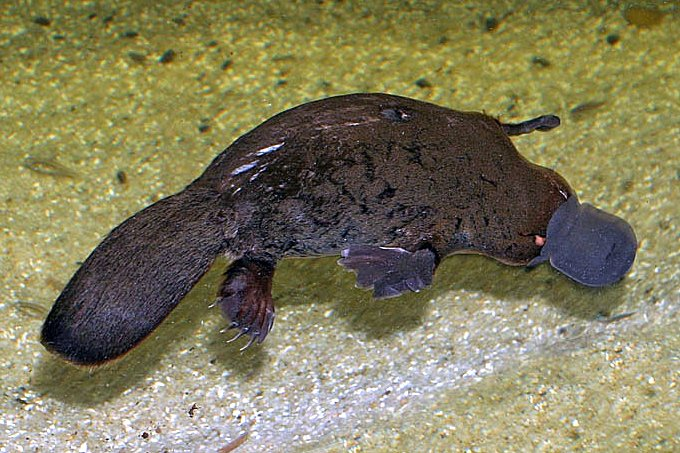
Un ornitorrinco (Ornithorhynchus anatinus) en el Acuario de Sídney.

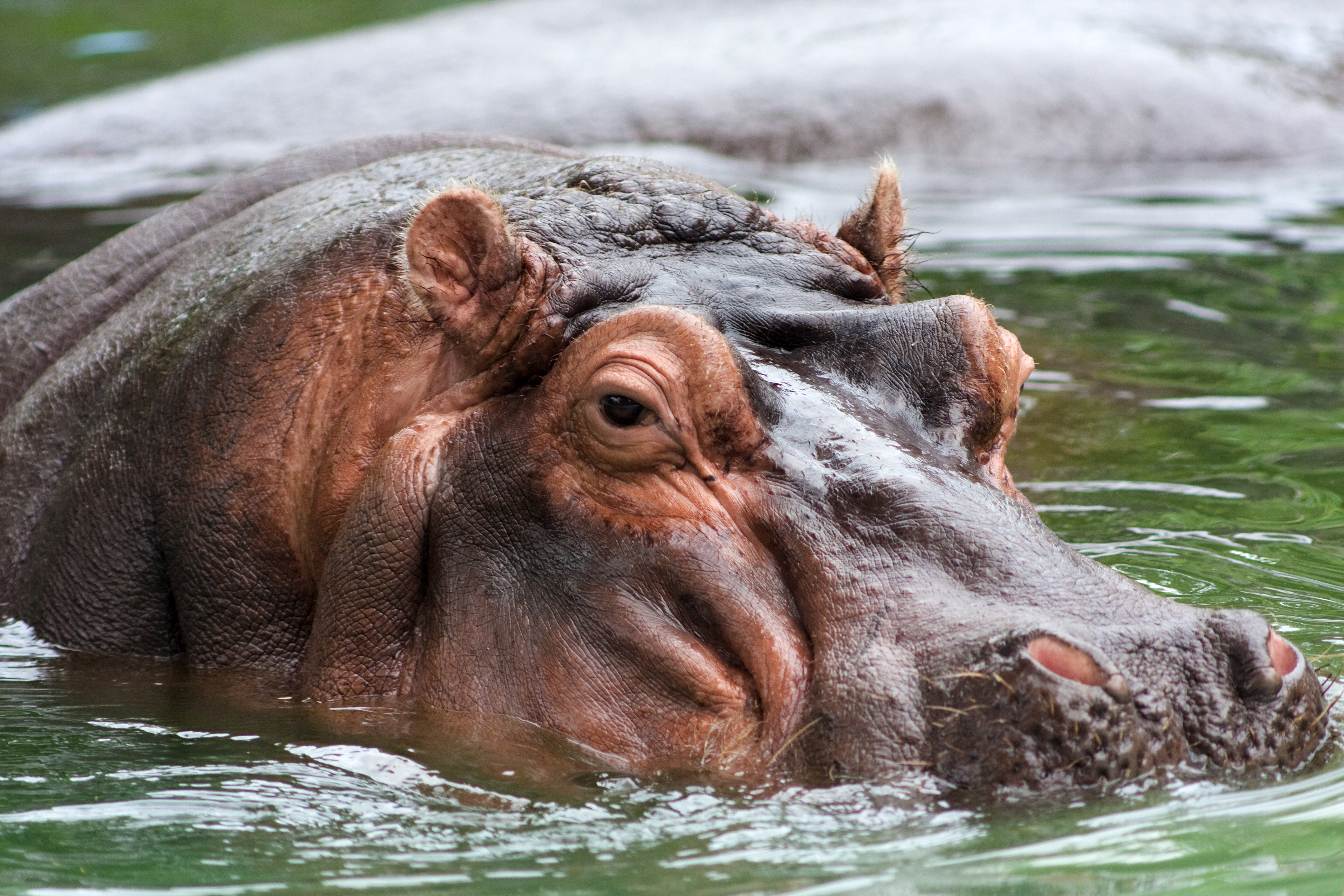
Un hipopótamo (Hippopotamus amphibius) parcialmente sumergido en el zoológico de Memfis.

Los mamíferos acuáticos y semi-acuáticos son un grupo de mamíferos diversos que viven parcialmente o completamente en cuerpos de agua. El grupo comprende varios mamíferos marinos que viven en los océanos, como también especies de agua dulce, tales como el ornitorrinco y la nutria europea.

## Grupos
Esta lista abarca solo mamíferos que viven en agua dulce y salobre. Para una lista de mamíferos que habitan en agua salada, véase el artículo Mamífero marino.
Orden Sirenia:
- Familia Trichechidae
  - Manatí del Amazonas (Trichechus inunguis)
  - Manatí de África Occidental (Trichechus senegalensis)
  - Manatí del Caribe (Trichechus manatus)
  - Manatí enano (Trichechus "pygmaeus") (este es dudoso)

Orden Artiodactyla:
- Infraorden Cetacea
  - Superfamilia Platanistoidea
    - Familia Platanistidae
      - Delfín del Ganges/o susu (Platanista gangetica)
      - Delfín del Indo/o Bhulan ( Platanista minor)

  - Superfamilia inioidea
    - Familia Iniidae
      - Delfín del Amazonas/o Boto (Inia geofrensis)
      - Delfín del rio Araguayo (Inia araguaiaensis)
      - Delfín del rio Boliviano (Inia boliviensis)

    - Familia Pontoporiidae
      - Delfín de la Plata  (Pontoporia blainvillei)

  - Superfamilia Lipotoidea
    - Familia Lipotidae
      - Delfín de río chino/Baiji (Lipotes vexillifer)(posiblemente extinto desde diciembre del 2006)

  - Superfamilia Delphinoidea
    - Familia Delphinidae
      - Tucuxi (Sotalia fluviatilis)
      - Delfin del río irawadi (Orcaella brevirostris)

    - Familia Phocoenidae
      - Marsopa sin aleta del lang-tsé (Neophocaena asiaeorientalis)
- Infraorden Ancodonta
  - Familia Hippopotamidae
    - Hipopótamo pigmeo (Choeropsis liberiensis)
    - Hipopótamo comun (Hippopotamus amphibius)

Orden Carnivora:
- Familia Mustelidae
  - Subfamilia Lutrinae
    - Género Lutra 
      - Nutria europea (Lutra lutra)
      - Nutria de Sumatra (Lutra sumatrana)

    - Género Hydric
      - Nutria de cuello manchado (Hydrictis maculicollis)

    - Género Lutrogale
      - Nutria lisa (Lutrogale perspicillata)

    - Género Lontra
      - Nutria de Canadá (Lontra canadensis)
      - Huillín (Lontra provocax)
      - Lobito de río (Lontra longicaudis)
      - Perro de agua (Lontra annectens)

    - Género Pteronura
      - Nutria gigante (Pteronura brasiliensis)

    - Género Aonyx
      - Nutria sin garras (Aonyx capensis)
      - Nutria de uñas pequeñas asiática (Aonyx cinereus)
      - Nutria sin garras del Congo (Aonyx congicus)

  - Subfamilia Mustelinae
    - Vison americano (Neogale vison)
    - Vison europeo (Mustela lutreola)
- Familia Phocidae
  - Genero Pusa 
    - Nerpa (Pusa sibirica)
    - Foca del Caspio (Pusa caspica)
    - Foca anillada (Pusa hispida)
      - Foca del lago Ladoga (Pusa hispida ladogensis)
      - Foca del lago Saimaa (Pusa hispida saimensis)

  - Género Phoca
    - Foca comun (Phoca vitulina)
      - Foca del Ungava (Phoca vitulina mellonae)
      - Foca común del Pacífico (Phoca vitulina richardii), existe una población aislada en el lago Iliamna, Alaska

Orden Rodentia:
- Suborden Hystricomorpha
  - Familia Caviidae
    - Carpincho común (Hydrochoerus hydrochaeris)
    - Carpincho chico (Hydrochoerus isthmius)

  - Familia Echimyidae
    - Coipo (Myocastor coypus)
- Suborden Castorimorpha
  - Familia Castoridae
    - Castor americano (Castor canadensis)
    - Castor europeo (Castor fiber)
- Suborden Myomorpha
  - Familia Cricetidae
    - Subfamilia Arvicolinae
      - Tribu Ondatrini
        - Rata almizclera común (Ondatra zibethicus)
        - Rata almizclera de cola redonda (Neofiber alleni)

      - Tribu Arvicolini
        - Rata de agua europea (Arvicola amphibius)
        - Rata de agua del suroeste (Arvicola sapidus)
        - Rata de agua de montaña (Arvicola scherman)

    - Subfamilia Sigmodontinae
      - Tribu Ichthyomyini
        - Subtribu Anotomyina
          - Rata piscívora ecuatoriana (Anotomys leander)

        - Subtribu Ichthyomyina
          - Género Chibchanomys
            - Ratón de agua chibchan (Chibchanomys trichotis)

          - Género Daptomys
            - Rata piscívora de Ferreira (Daptomys ferreirai)
            - Rata piscívora de Musso (Daptomys mussoi)
            - Rata piscívora de Oyapock (Daptomys oyapocki)
            - Rata piscívora peruana (Daptomys peruviensis)
            - Rata piscívora venezolana (Daptomys venezuelae)

          - Género Ichthyomys
            - Rata cangrejera (Ichthyomys hydrobates)
            - Rata carngrejera (Ichthyomys orientalis)
            - Rata cangrejera de Pine (Ichthyomys pinei)
            - Rata cangrejera de Pittier (Ichthyomys pittieri)
            - Rata cangrejera de Stolzmann (Ichthyomys stolzmanni)
            - Rata cangrejera de Tweedy (Ichthyomys tweedii)

          - Género Neusticomys
            - Rata piscívora de montaña (Neusticomys monticolus)
            - Ratón de agua de Las Cajas (Neusticomys orcesi)
            - Raton de agua de Las Cajas (Neusticomys vossi)

          - Género Rheomys
            - Ratón de agua mexicano (Rheomys mexicanus)
            - Ratón de agua de Goldman (Rheomys raptor)
            - Ratón de agua de Thomas (Rheomys thomasi)
            - Ratón de agua de Underwood (Rheomys underwoodi)

  - Familia Muridae
    - Tribu Hydromiina
      - Género Baiyankamys
        - Rata de agua de montaña (Baiyankamys habbema)
        - Rata de agua de Shaw Mayer (Baiyankamys shawmayer)

      - Género Crossomys
        - Rata de agua sin orejas (Crossomys moncktoni)

      - Género Hydromys
        - Rakali (Hydromys chrysogaster)
        - Rata de agua occidental (Hydromys hussoni)
        - Rata de agua de Nueva Bretaña (Hydromys neobrittanicus)
        - Rata de agua de Ziegler (Hydromys ziegleri)

      - Género Xeomys
        - Rata de agua falsa (Xeomys myoides)

Orden Monotremata:
- Familia Ornithorhynchidae
  - Ornitorrinco (Ornithorhynchus anatinus)

Orden Afrosoricida:
- Familia Potamogalidae
  - Musaraña nutria gigante (Potamogale velox)
  - Musaraña nutria enana de Nimba (Micropotamogale inunguis)
  - Musaraña nutria enana de Ruwenzori (Micropotamogale ruwenzorii)

Orden Eulipotyphla:
- Familia Talpidae
  - Desmán almizclado (Desmana moschata)
  - Desmán de los pirineos (Galemys pyrenaicus)
- Familia Soricidae
  - Tribu Soricini
    - Musaraña acuática de la Bahía Glaciar (Sorex alaskanus)
    - Musaraña acuática oriental (Sorex albibarbis)
    - Musaraña de pantano (Sorex bendirii)
    - Musaraña acuática occidental (Sorex navigator)
    - Musaraña acuática americana (Sorex palustris)

  - Tribu Nectogalini
    - Género Chimarrogale
      - Musaraña de agua malaya (Chimarrogale hantu)
      - Musaraña acuática del Himalaya (Chimarrogale himalayica)
      - Musaraña acuática de Borneo (Chimarrogale phaeura)
      - Musaraña acuática japonesa(Chimarrogale platycephalus)
      - Musaraña acuática china (Chimarrogale styani)
      - Musaraña acuática de Sumatra (Chimarrogale sumatrana)

    - Género Nectogale
      - Musaraña acuática elegante (Nectogale elegans)

    - Género Neomys
      - Musaraña acuática euroasiática (Neomys fodiens)
      - Musaraña acuática ibérica (Neomys anomalus)
      - Musaraña acuática mediterránea (Neomys milleri)
      - Musaraña acuática transcaucásica (Neomys teres)

Orden Didelphimorphia:
- Familia Didelphidae
  - Género Lutreolina
    - Comadreja colorada (Lutreolina crassicaudata)
    - Comadreja colorada de Massoia (Lutreolina massoia)

  - Género Chironectes
    - Yapok (Chironectes minimus)